# Nicholas Gonzalez
Nicholas Edward Gonzalez (3 de janeiro de 1976) é um ator americano. Ele é mais conhecido por interpretar os papéis de Alex Santiago na série de televisão Resurrection Blvd. da Showtime e o Dr. Neil Melendez na série de televisão da ABC, The Good Doctor.

## Biografia
Nascido em San Antonio, Texas, Gonzalez é descendente de mexicanos (Tejano) e fala espanhol por ser criado em uma família bilíngue. Ele frequentou a Central Catholic High School em San Antonio, onde foi um excelente corredor de cross-country e de pista, vencendo o campeonato Texas State Championship na corrida de 1 milha e na corrida de 2 milhas. Depois de se formar em 1994 e recusar uma nomeação presidencial para a West Point, Gonzalez buscou seu diploma em letras na Stanford University, na Califórnia. Ele passou dois bimestres na Universidade de Oxford, na Inglaterra. No verão seguinte, ele voltou para a Europa com uma bolsa de estudos, onde estudou em Oxford e no Trinity College, em Dublin, para concluir sua tese sobre o romance Ulisses, de James Joyce. Enquanto estava em Stanford, ele teve a chance de atuar depois de fazer um curso eletivo de improvisação e começou a participar do teatro estudantil. Ele foi convidado para fazer uma peça de teatro solo chamada Gas, de María Irene Fornés. Alma Martinez, atriz e professora de Stanford, o encorajou a se tornar um ator profissional.
Após se formar em Stanford em 1998, Gonzalez decidiu seguir carreira de ator e, com a ajuda de Martinez, conectou-se com o movimento teatral de San Francisco. Ele uma vez foi incentivado a usar seu nome do meio Edward para esconder sua etnia e ser chamado de "Nicholas Edward", mas se recusou a fazer isso.

## Carreira
Em 1998, Gonzalez mudou-se para Los Angeles, onde conseguiu pequenos papéis em séries de televisão como Dharma & Greg da ABC e One World da NBC.
Gonzalez então apareceu como filho de Fidel Castro no filme original do canal Lifetime, My Little Assassin, estrelado por Joe Mantegna e Gabrielle Anwar. Mas foi seu papel como Andy, um gay yuppie na série Undressed, da MTV, que atraiu pela primeira vez a atenção generalizada, onde apareceu em seis episódios.
Gonzalez encerrou a produção de dois filmes em 2000. O primeiro, Scenes of the Crime, estreou no Festival de Cinema de Cannes de 2001 e foi estrelado por Jeff Bridges, Jon Abrahams e Noah Wyle. A direção foi de Dominique Forma. O segundo filme foi um projeto independente intitulado Spun, estrelado por Mena Suvari, Mickey Rourke, Brittany Murphy e John Leguizamo. Ele foi exibido no Festival de Cinema de Sundance de 2003. Gonzalez também atuou na série original da Showtime, Resurrection Blvd., que estreou em 26 de junho de 2000. Gonzalez interpretou Alex Santiago, um estudante de medicina que abandonou a escola para se tornar um boxeador profissional. O filme fez sucesso e imediatamente se tornou uma série semanal regular da emissora.
Enquanto atuava em Resurrection Blvd., Gonzalez apareceu em episódios de Walker, Texas Ranger e That '70s Show. Ele também apareceu no filme The Princess and the Barrio Boy com Marisol Nichols, que também era coprotagonista de Resurrection Blvd.
Gonzalez continuou sua carreira no cinema com mais dois filmes. O primeiro, Sea of Dreams, foi filmado em Veracruz, México, em maio de 2003. Nicholas foi então passar o verão em Fiji, onde concluiu a produção de Anacondas: A Caçada à Orquídea de Sangue, que estreou nos cinemas em 27 de agosto de 2004. Gonzalez também apareceu em Melrose Place (2009). Em 2011, ele interpretou Mateo no programa da ABC, Off The Map.
Gonzalez co-estrelou na série Witches of East End, do canal Lifetime. Gonzalez também apareceu em papéis recorrentes como o detetive Marco Furey na série Pretty Little Liars, do canal Freeform, o antagonista Dominick Flores em How to Get Away with Murder e o namorado da personagem de Lisa Vidal em Being Mary Jane. Ele também estrelou em Narcos como um agente especial disfarçado da DEA com sede na Colômbia investigando o Cartel de Cali, um papel que exigia que ele falasse espanhol.
Gonzalez também forneceu a performance física (captura de movimento) de Nick Mendoza no videogame Battlefield: Hardline.
Em 2017, Gonzalez foi escalado como um personagem regular para fazer o papel do cirurgião Dr. Neil Melendez na série The Good Doctor, seu papel de maior visibilidade até hoje. A representação do personagem foi parcialmente inspirada em seu pai e irmão mais velho, ambos médicos.

## Vida pessoal
Gonzalez terminou em segundo lugar no World Poker Tour Celebrity Invitational em 2009, um torneio de pôquer anual, somente para convidados, realizado no Commerce Casino como parte do World Poker Tour que coloca jogadores de pôquer para jogar contra celebridades.
Gonzalez casou-se com Kelsey Crane em 16 de abril de 2016. O casal tem uma filha chamada Ever Lee Wilde Gonzalez (nascida em 2017).

## Filmografia

### Cinema
| Ano  | Nome                                     | Personagem             | Notas                |
| ---- | ---------------------------------------- | ---------------------- | -------------------- |
| 2001 | Scenes of the Crime                      | Marty                  |                      |
| 2002 | Marco Polo: Return to Xanadu             | Jovem Marco (voz)      |                      |
| 2002 | Spun                                     | Anjo                   |                      |
| 2004 | Anacondas: The Hunt for the Blood Orchid | Dr. Ben Douglas        |                      |
| 2005 | Dirty                                    | Oficial Rodriguez      |                      |
| 2006 | Behind Enemy Lines II - Axis of Evil     | Tenente Robert James   | Diretamente em vídeo |
| 2007 | Rockaway                                 | Trane                  |                      |
| 2009 | Down for Life                            | Oficial Gutierrez      |                      |
| 2009 | Falling Awake                            | Eddie                  |                      |
| 2011 | S.W.A.T.: Firefight                      | Justin Kellogg         | Diretamente em vídeo |
| 2013 | Water & Power                            | Gabriel "Power"        |                      |
| 2014 | The Purge: Anarchy                       | Carlos                 |                      |
| 2017 | Pray for Rain                            | Nico Reynoso           |                      |
| 2020 | Beneath Us                               | Homero Silva           |                      |
| 2021 | Borrego                                  | Vice-xerife Jose Gomez | Filmagem             |

### Televisão
| Ano           | Título                            | Papel                                                         | Notas                                                                               |
| ------------- | --------------------------------- | ------------------------------------------------------------- | ----------------------------------------------------------------------------------- |
| 1998          | Dharma & Greg                     | Juan                                                          | Episódio: "Brought to you in Dharmavision"                                          |
| 1999          | Undressed                         | Andy                                                          | Papel recorrente; 6 episódios                                                       |
| 1999          | My Little Assassin                | Andre Castro                                                  | Filme televisivo                                                                    |
| 2000          | The Princess and the Barrio Boy   | Sol Torres                                                    | Filme televisivo                                                                    |
| 2000          | Walker, Texas Ranger              | Juan Guerrero                                                 | Episódio: "Golden Boy"                                                              |
| 2000–2002     | Resurrection Blvd.                | Alex Santiago                                                 | Elenco principal; 53 episódios                                                      |
| 2002          | That '70s Show                    | Thomas                                                        | Episódio: "Jackie Says Cheese"                                                      |
| 2004          | American Family                   | Conrado Gonzalez adolescente                                  | Papel recorrente na 2ª temporada; 13 episódios                                      |
| 2004–2005     | The O.C.                          | D.J.                                                          | Papel recorrente na 2ª temporada; 6 episódios                                       |
| 2004–2005     | Law & Order: Special Victims Unit | Detetive Mike Sandoval                                        | 2 episódios                                                                         |
| 2005          | Ghost Whisperer                   | Teo de la Costa                                               | Episódio: "Shadow Boxer"                                                            |
| 2006          | Ugly Betty                        | Carlo Medina                                                  | Episódio: "Fey's Sleigh Ride"                                                       |
| 2007          | Grey's Anatomy                    | Clark West                                                    | Episódio: "Love/Addiction"                                                          |
| 2008          | Brothers & Sisters                | Mario                                                         | Episódio: "Compromises"                                                             |
| 2008          | True Blood                        | Jerry                                                         | Episódio: "Mine"                                                                    |
| 2009          | CSI: Miami                        | Alfonso Reyes                                                 | Episódio: "Presumed Guilty"                                                         |
| 2009          | Mental                            | Dr. Arturo Suarez                                             | Elenco principal; 13 episódios                                                      |
| 2009–2010     | Melrose Place                     | Detetive Rodriguez                                            | Papel recorrente; 8 episódios                                                       |
| 2010          | The Closer                        | Marc Torres                                                   | Episódio: "Last Woman Standing"                                                     |
| 2010          | After the Fall                    | Eugene Gibbs                                                  | Filme televisivo                                                                    |
| 2011          | Off the Map                       | Mateo                                                         | Papel recorrente; 9 episódios                                                       |
| 2011          | The Glades                        | Raphael Dominga                                               | Episódio: "Family Matters"                                                          |
| 2011          | Memphis Beat                      | Dominic                                                       | Episódio: "Ten Little Memphians"                                                    |
| 2011          | Charlie's Angels                  | Roman Stone                                                   | Episódio: "Bon Voyage, Angels"                                                      |
| 2011          | We Have Your Husband              | Raul                                                          | Filme televisivo                                                                    |
| 2012          | Grimm                             | Ryan Showalter                                                | Episódio: "Tarantella"                                                              |
| 2012–2013     | Underemployed                     | Keith Powers                                                  | 4 episódios                                                                         |
| 2012          | Left to Die                       | Alex                                                          | Filme televisivo                                                                    |
| 2013–2014     | Sleepy Hollow                     | Detetive Luke Morales                                         | Papel recorrente na 1ª temporada; 6 episódios                                       |
| 2013          | Witches of East End               | Anthony                                                       | Episódio: "Pilot"                                                                   |
| 2013          | Christmas Belle                   | Hunter Lowell                                                 | Filme televisivo                                                                    |
| 2014          | Resurrection                      | Deputado Connor Cupit                                         | Episódio: "The Returned"                                                            |
| 2014          | BoJack Horseman                   | Cartel Man (dublador)                                         | Episódio: "BoJack Horseman: The BoJack Horseman Story, Chapter One"                 |
| 2014          | Modern Family                     | Diego                                                         | Episódio: "Queer Eyes, Full Hearts"                                                 |
| 2014–2015     | Jane the Virgin                   | Marco Esquivel                                                | 3 episódios                                                                         |
| 2015–2016     | The Flash                         | Dante Ramon / Savitar                                         | 3 episódios                                                                         |
| 2015          | Bones                             | Eric Morales                                                  | Episódio: "The Senator in the Street Sweeper"                                       |
| 2016          | Bordertown                        | Ernesto Gonzalez / J.C. Gonzalez / Pablo Barracuda (dublador) | Elenco principal; 13 episódios                                                      |
| 2016          | Bosch                             | Detetive Ignacio Ferras                                       | Episódio: "Trunk Music"                                                             |
| 2016          | Lucifer                           | Detetive Daniel Espinoza                                      | Episódio: "Pilot"                                                                   |
| 2016          | NCIS                              | David Silva                                                   | Episódio: "Rogue"                                                                   |
| 2016          | Frequency                         | Ted Cardenas                                                  | 3 episódios                                                                         |
| 2016          | American Dad!                     | Ricky (dublador)                                              | Episódio: "Stan-Dan Deliver"                                                        |
| 2016–2017     | Pretty Little Liars               | Detetive Marco Furey                                          | Papel recorrente na 7ª temporada; 12 episódios                                      |
| 2017          | How to Get Away with Murder       | Dominic                                                       | Convidado na 3ª temporada; Papel recorrente na 4ª temporada; 5 episódios            |
| 2017          | Narcos                            | Agente Lopez                                                  | 2 episódios                                                                         |
| 2017– 2019    | Being Mary Jane                   | Orlando Lagos                                                 | Papel recorrente na 4ª temporada; Convidado na 5ª temporada; 12 episódios           |
| 2017–2020     | The Good Doctor                   | Dr. Neil Melendez                                             | Elenco principal (temporadas 1–3); Convidado especial na 4ª temporada; 58 episódios |
| 2019          | Undone                            | Tomas                                                         | 2 episódios                                                                         |
| 2021          | Playing Cupid                     | David Martinez                                                | Filme televisivo                                                                    |
| 2021–presente | La Brea                           | Capitão Levi Delgado                                          | Elenco principal                                                                    |

### Videogames
| Ano  | Título                | Papel        |
| ---- | --------------------- | ------------ |
| 2015 | Battlefield: Hardline | Nick Mendoza |